# NEXUS 4/SHINE
「NEXUS 4／SHINE」（ネクサス フォー/シャイン）は、日本のロックバンド、L'Arc〜en〜Cielの35作目のシングル。2008年8月27日発売。発売元はKi/oon Records。

## 概要
前作「DRINK IT DOWN」から約4ヶ月ぶりとなるシングルリリース。なお、2000年1月に発表したシングル「NEO UNIVERSE／finale」以来約8年7ヶ月ぶり、インディーズシングルを合わせると通算3作目となる両A面シングルでのリリースとなった。また、本作はライヴビデオ『TOUR 2007-2008 THEATER OF KISS』と同日に発売されている。
本作の表題曲「NEXUS 4」は、2008年5月9日から富士重工業「スバル・レガシィ」のCMソングに使用されている。なお、同CMソングへの使用は、2007年8月に発表した「MY HEART DRAWS A DREAM」に続き2年連続のこととなった。ちなみにこの曲は、アルバム『KISS』のレコーディングと同時期に録音作業が行われている。なお、この曲は2008年に開催したライヴツアー「TOUR 2008 L'7 〜Trans ASIA via PARIS〜」の日本公演で先行披露されている。
もう一つの表題曲である「SHINE」は、発売の約1年4ヶ月前の2007年4月8日からNHK-BS2衛星アニメ劇場枠で放送されていたテレビアニメ『精霊の守り人』のオープニングテーマに使用されており、長らくリリースが見送られていた音源となっている。ちなみにこの曲のオケは、tetsuya曰く「（シングル発売の）2〜3年前にシングル用に録って、ストックという形で置いてあった」という。なお、この曲は2007年6月から開催したホールツアー「Are you ready? 2007 またハートに火をつけろ!」などのツアーで先行披露されている。（詳細は楽曲解説の項目を参照）
ちなみに本作では、2004年発表のシングル「自由への招待」から前作「DRINK IT DOWN」までのシングル作品にカップリングとして収録していたパートチェンジバンド、P'UNK〜EN〜CIELによるセルフカバー音源の収録は見送られている。tetsuyaは、今回セルフカバー収録しなかったことについて「（P'UNK〜EN〜CIELのカバーは）録ってますよ。出し惜しみです」と述べている。実際、2010年に発表した次作「BLESS」からは、再びP'UNK〜EN〜CIELによるセルフカバーが収録されるようになっている。

## リリース

### リリースプロモーション
シングル発売の約3ヶ月前の2008年5月13日には、読売新聞朝刊およびバンドの公式サイトにおいて、"「NEXUS 4」と「SHINE」を表題曲としたシングルを発売すること"に加え、"世界7都市を巡ったライヴツアー「TOUR 2008 L'7 〜Trans ASIA via PARIS〜」の終了をもって2011年に控える結成20周年記念ライヴまでL'Arc〜en〜Cielとしてのライヴ活動を休止すること"が発表された。この発表の後、L'Arc〜en〜Cielのメンバー4人は、2011年までソロ名義もしくは別バンドでの活動（hyde→ VAMPS、ken→ Ken、tetsuya→ TETSUYA、yukihiro→ acid android）を主軸として動いていくこととなった。ただ、L'Arc〜en〜Cielとしての活動が完全に止まったわけではなく、本作リリース以降も新譜の発表は行われている。

### リリース形態
本作は、通常盤（CD）の1形態でリリースされている。初回限定仕様はスペシャルジャケット、ピクチャーレーベル仕様となっている。また、初回限定特典として特製SHINE証（全4種のうち1種封入）が付属している。

### チャート
前作に続く発売初週でのオリコン週間シングルチャート首位獲得とはならなかったが、フィジカルの初動売上枚数は前々作「Hurry Xmas」以来2作ぶりに10万枚以上を記録している。ちなみに2008年9月には、台湾で公表されている音楽ランキングチャートのG-musicにおいて週間首位を獲得している。

## ミュージックビデオ
表題曲「NEXUS 4」のミュージック・ビデオは、高田弘隆がディレクターを務めた作品となっている。また、もう一つの表題曲「SHINE」のミュージック・ビデオは、株式会社TYOの1st-Avenue代表兼クリエイティブ・ディレクターであるマンジョット・ベディが監督を担当している。
両表題曲のミュージック・ビデオは、2009年2月25日に発表したクリップ集『CHRONICLE 4』にいずれも初収録されている。また、2019年12月11日には公式YouTubeアーティストチャンネルにおいて、YouTube Music Premium限定で映像の有料公開が開始されている。前述のYouTubeチャンネルでの有料公開開始から約2年5ヶ月後となる2022年5月13日には、同サイトで映像の無料公開が開始されている。

## 収録曲
| #         | タイトル                       | 作詞      | 作曲      | 編曲                             | 時間  |
| --------- | ------------------------------ | --------- | --------- | -------------------------------- | ----- |
| 1.        | 「NEXUS 4」                    | hyde      | tetsu     | L'Arc〜en〜Ciel, Akira Nishihira | 3:51  |
| 2.        | 「SHINE」                      | hyde      | tetsu     | L'Arc〜en〜Ciel, Akira Nishihira | 4:10  |
| 3.        | 「NEXUS 4 (hydeless version)」 |           | tetsu     | L'Arc〜en〜Ciel, Akira Nishihira | 3:51  |
| 4.        | 「SHINE (hydeless version)」   |           | tetsu     | L'Arc〜en〜Ciel, Akira Nishihira | 4:04  |
| 合計時間: | 合計時間:                      | 合計時間: | 合計時間: | 合計時間:                        | 15:56 |

## 楽曲解説
1. NEXUS 4
  - 作詞: hyde / 作曲: tetsu / 編曲: L'Arc〜en〜Ciel & Akira Nishihira

次に向かっていくような躍動感と疾走感とを備えた、ポジティブな世界観が展開されるロック・ナンバー[7]。この曲は、前作『KISS』のレコーディングに向けた選曲会を行うための作曲期間中、tetsuyaが最初にデモ音源を制作した楽曲となっている[3]。tetsuyaはこの曲の制作を振り返り「意識はしてないけど、王道ですよね。1曲目に作り始めた曲だから、王道から作って行った感じ…その時に一緒に「砂時計」（アルバム『KISS』収録）も作ってたので、自分の中でバランスを取るというか[3][8]」と述べており、tetsuyaが手掛けるL'Arc〜en〜Cielの楽曲らしい疾走感のある曲として仕上げられている[3]。ちなみに、tetsuyaが作ったデモ音源の段階では、hyde曰く「もうちょっとストリートっぽかった[8]」という長い前奏があったが、制作途中で端折られることになった[8]。
この曲は、サビ部分で裏打ちになるなど、かなりきめ細かいリズムパターンとなっており[8]、yukihiro曰く、ドラム録りで苦労が多かったという[9]。yukihiroは、この曲のドラム録りを振り返り「まず構成が難しくて、最後までいかなかったです、何回やっても（笑）。（中略）この曲をレコーディングしたときは、プリプロをやって、構成が決まってすぐだったんで。僕、あまりフレーズを考えてないんですよ、実は。ほとんどkenのアイディアですね[9]」と述懐している。また、この曲のギターアプローチでは、5度コードで進めていきながらも、kenの「場面を変えたい」という意図のもと、サビでは一転しピックキング・ハーモニクスを鳴らしている[10]。
作詞を担当したhydeは、デモ音源を聴いた印象について「デジタルな雰囲気があったり、ギターがジグ・ジグ・スパトニックみたいだなと思ったり。その辺から俺の中では近未来（のイメージ）になった[8]」と述べており、hydeはこの曲に対してサイバーパンクのイメージを抱いていたという[8]。このイメージが近未来的なリリックに繋がっており、歌詞には映画『ブレードランナー』の原作となった[7]、フィリップ・K・ディックのSF小説『アンドロイドは電気羊の夢を見るか?（Do Androids Dream of Electric Sheep?）』を元ネタとした＜迷える僕等は 夢見てるエレクトリックシープ＞というフレーズが登場している。ちなみに、タイトルも同作品に登場する、労働のために製造されたレプリカントの名称「ネクサス6型」から取られている[7][8]。また、hyde曰く、タイトルに含まれた数字の「"4"」はバンドメンバーの数を意図して付けたという[8]。
ちなみにこの曲は、2024年2月から開催したライヴツアー「ARENA TOUR 2024 UNDERGROUND」で披露されているが、ステージ上部に設置されたモニターには演出として、映画『ブレードランナー』を彷彿とさせるネオンサインが登場するなど、映画の世界観を意識したような映像が映し出されている。
余談だが、2007年頃にアニメ『機動戦士ガンダム00』のオープニングテーマの制作を依頼された際に、tetsuyaは歌詞がついていなかったこの曲の原型をもとにテーマソングを制作しようと考えていたという。こういった背景から、tetsuyaはこの曲について「「NEXUS 4」は、僕的にガンダムのイメージ。2007年に『機動戦士ガンダム00』のタイアップの話があったんで[11]」と述べている。ただ、『ガンダム00』のテーマが重い内容であったため、同時期にレコーディングしていたken作曲の「DAYBREAK'S BELL」がオープニングテーマソングに採用されることになった[11]。
2. SHINE
  - 作詞: hyde / 作曲: tetsu / 編曲: L'Arc〜en〜Ciel & Akira Nishihira

優しさと力強さとスケールの大きさ、伸びやかさが共存したポップ・ナンバー[7]。この曲は、2007年に日本全国で開催したホールツアー「Are you ready? 2007 またハートに火をつけろ!」において先行披露され、以後のライヴでも頻繁に演奏されていたが、長らくリリースされていなかった楽曲となっている。この曲の原型は、本作発売の2〜3年ほど前からストックとして存在しており[4]、シングルの表題曲にする予定でオケのレコーディングも行っていたという[4]。作曲者であるtetsuyaは「歌はそれ（タイアップ）に合わせて録ったんですけど、…でも、音は…『AWAKE』くらいかなぁ[4]」と述べている。そして、テレビアニメ『精霊の守り人』への楽曲提供の依頼が来たことをきっかけに、この曲にリリックがのせられている。
この曲の制作イメージについて、tetsuyaは「コーラスをいっぱい入れて、歌によって、広がりを出したいということは最初の頃から考えていたと思います[7]」と振り返っている。なお、tetsuyaはこの曲のベース録りにおいて、2006年頃からメインベースとなった5弦ベースではなく、サドウスキー製の「Sadowsky NYC Vin 4st JB Caramel Burst」を使用している[12]。また、Aメロでのタムの挟み方が印象的なドラムアプローチとなっているが、yukihiroは自身のプレイについて「ビートの中にタムを挟んでアクセントをつけるのは（テリー・）ボジオもそうですし、スチュワート・コープランドの影響があって、真似ごととしてやらせていただきました（笑）[13][14]」に述べている。そして、この曲では、kenが弾いたアコースティック・ギターが一貫して鳴っている[10]。この曲のギターアプローチについて、kenは「クリーントーンはコードを追いつつもフレーズに聴こえるようなトラックを目指しました。アコギのトラックが1曲貫くんで、いろんな音をコラージュしていく感覚でレコーディングしていきましたね[10]」と語っている。
歌詞は、前述のアニメへ楽曲提供するにあたり、作詞者であるhydeがアニメ監督の神山健治のもとに出向き、脚本も読んだうえでテーマを設定し綴っている。作詞作業を振り返り、hydeは「ストーリーを読んで、自分に置き換えたらどういう感じになるかなぁ？と思って書いて行きました[4][15]」と述べており、タイトルもアニメのオープニングを意識し、響きが綺麗な言葉を選んだという[3]。また、hydeは歌詞のイメージについて「なんとなく普段思ってることなんですけど、でも、別にそれを誰かに理解して欲しいとかっていうことは思ってないんだよなぁ。もっと日記みたいな感じ[15]」と語っている。こういったhydeの想いもあってか、＜心の奥繋げたら信じてもらえるのに 仕方ないさ目覚めるまで僕を 嫌ってもいいよ＞や、＜いつの日にもいつもそんな君を 太陽のように ずっと見守れたらいいな＞という慈愛にあふれたフレーズが歌詞に取り入れられている。

## タイアップ
NEXUS 4
- 富士重工業「スバル・レガシィ」CMソング
- 江崎グリコ「Mousa」CMソング（中国）[6]

SHINE
- NHK-BS2衛星アニメ劇場枠テレビアニメ『精霊の守り人』オープニングテーマ
- 江崎グリコ「Mousa」CMソング（中国）[6]

## 参加ミュージシャン
- hyde：Vocal
- ken：Guitar
- tetsu：Bass
- yukihiro：Drum
- NEXUS 4
  - tetsu：Keyboards, Programming, Backing Vocal
  - 西平彰：Keyboards, Programming
  - 草間敬：Keyboards, Programming
  - 岡野ハジメ：Keyboards, Programming
  - 斎藤仁：Manipulate
  - 小池敦：Manipulate
- SHINE
  - tetsu：Keyboards, Programming, Backing Vocal
  - 西平彰：Keyboards, Programming
  - 岡野ハジメ：Keyboards, Programming, Tambourine
  - 小池敦：Manipulate

## 収録アルバム
オリジナルアルバム
- 『BUTTERFLY』 (#1、#2)